# José Luis Infante
José Luis Infante Larraín (Santiago, 31 de enero de 1907 - id. 7 de noviembre de 1997) fue un abogado, agricultor y político conservador chileno, exministro de Economía del presidente Gabriel González Videla. Es también la persona que, hasta la fecha, ha ostentado por más tiempo el cargo de Alcalde de Maipú.

## Primeros años de vida
Fue hijo del hacendado Luis Infante Cerda, alcalde de Maipú (por vía paterna descendía de José Miguel Infante, y de doña Carmela Larraín Bulnes (por vía materna descendía del expresidente Manuel Bulnes), estudió en el Liceo Alemán de Santiago. Entró muy joven a militar al Partido Conservador. Paralelamente, ingresó a estudiar Derecho a la Universidad de Chile, siendo su memoria de grado "Ley núm. 4533 de impuesto a las herencias, donaciones y personas jurídicas" (1929).

## Vida púbica
A los 27 años, septiembre del año 1935, es uno de los miembros fundadores y dirigentes de la Cooperativa Agrícola Lechera Santiago Ltda. (CALS).
También en 1935, gana por primera vez las elecciones para alcalde de su comuna, entonces una localidad rural de la Provincia de Santiago, situación que se repetiría en sucesivas ocasiones hasta 1971, inclusive (en varias ocasiones no fue elegido alcalde pese a ser el candidato más votado en la comuna), con lo que, tanto como alcalde y regidor, completaría 40 años en el municipio maipucino, 27 de ellos como alcalde, siendo militante conservador primero y, a contar de 1966, del Partido Nacional.
A su gestión municipal se debe, entre otras obras, la creación de la sanitaria SMAPA en 1942, la línea de transportes colectivos de la comuna, la piscina municipal y el Liceo Municipal de Maipú (actual Liceo Municipal alcalde Gonzalo Pérez Llona) en 1962, además de la pavimentación completa de la Avenida Pajaritos. También durante su paso por la alcaldía maipucina se celebró, en la medialuna local, el Campeonato Nacional de Rodeo en dos ocasiones (1960-1961), en 1963 se empezó a realizar la Feria Internacional de Santiago (FISA) en la comuna y se inauguró el Templo Votivo de Maipú. Asimismo, en su gestión comienza el proceso de instalación de industrias en Maipú (en lo que actualmente es el cordón industrial Cerrillos). 
Fue miembro y dirigente de la Sociedad Nacional de Agricultura, y presidente de la Asociación de Canales del Maipo, entre 1945 y 1973, fecha en que renunció ante la intervención del gobierno de la Unidad Popular en el organismo. 
En 1951, como militante conservador, fue llamado por el presidente González Videla a ejercer el cargo de Ministro de Economía y Comercio, en el que duraría siete meses, hasta febrero de 1952, siendo uno de los tres maipucinos que ha llegado a ser Secretario de Estado en la historia de Chile (el único durante 58 años, hasta la designación de Laurence Golborne en el Ministerio de Minería en marzo de 2010. El tercero es Víctor Hugo Osorio).
Tras dejar el cargo de alcalde en 1975 (había sido designado para el cargo, siendo regidor electo, por la Junta Militar en 1973), se retira a la vida privada, falleciendo a los 90 años en 1997. Sus restos fueron velados en el Templo Votivo y sus funerales fueron el 19 de noviembre de 1997 en el Cementerio Católico.

## Historial electoral

### Elecciones municipales de 1956
(Fuente: El Diario Ilustrado, 3 de abril de 1956. Solo se incluyen los candidatos electos como regidores)
| Candidato                      | Partido | Votos | Resultado      |
| ------------------------------ | ------- | ----- | -------------- |
| José Luis Infante Larraín      | PCU     | 401   | Alcalde 2 años |
| Hernán Bravo Cruz              | PSP     | 314   | Regidor        |
| Luis Valentín Ferrada Urzúa    | PCU     | 278   | Regidor        |
| Juan Bautista Monsalve Sánchez | FN      | 327   | Regidor        |
| Gonzalo Pérez Llona            | PCU     | 399   | Alcalde 2 años |

### Elecciones municipales de 1960
(Fuente: El Diario Ilustrado, 5 de abril de 1960. Solo se incluyen los candidatos electos como regidores)
| Candidato                   | Partido | Votos | Resultado |
| --------------------------- | ------- | ----- | --------- |
| José Luis Infante Larraín   | PCU     | 2785  | Alcalde   |
| Alberto Bravo Cruz          | PS      | 941   | Regidor   |
| Luis Valentín Ferrada Urzúa | PDC     | 856   | Regidor   |
| Roberto Durán Valenzuela    | PCU     | 387   | Regidor   |
| Gonzalo Pérez Llona         | PCU     | 810   | Regidor   |

### Elecciones municipales de 1963
(Fuente: El Diario Ilustrado, 9 de abril de 1963. Solo se incluyen los candidatos electos como regidores)
| Candidato                    | Partido | Votos | Resultado |
| ---------------------------- | ------- | ----- | --------- |
| José Luis Infante Larraín    | PCU     | 3860  | Alcalde   |
| Luis Valentín Ferrada Urzúa  | PDC     | 1512  | Regidor   |
| Roberto Durán Valenzuela     | PCU     | 586   | Regidor   |
| Gregorio Bravo Ponce de León | PCCh    | 1491  | Regidor   |
| Gonzalo Pérez Llona          | PCU     | 1169  | Regidor   |

### Elecciones municipales de 1967
(Fuente, El Mercurio, 4 de abril de 1967. Solo se incluyen los candidatos electos como regidores)
| Candidato                   | Partido | Votos | Resultado |
| --------------------------- | ------- | ----- | --------- |
| José Luis Infante Larraín   | PN      | 3804  | Regidor   |
| Gumercindo Neira Campos     | PDC     | 1057  | Regidor   |
| Luis Valentín Ferrada Urzúa | PDC     | 2360  | Alcalde   |
| Julio González Villegas     | PCCh    | 1091  | Regidor   |
| Gonzalo Pérez Llona         | PN      | 1830  | Regidor   |

### Elecciones municipales de 1971
(Fuente, La Nación, 6 de abril de 1971. Solo se incluyen los candidatos electos como regidores)
| Candidato                 | Partido | Votos | Resultado |
| ------------------------- | ------- | ----- | --------- |
| José Luis Infante Larraín | PN      | 6130  | Regidor   |
| Leopoldo Osorio Cornejo   | PS      | 5800  | Regidor   |
| Mario Ortíz Quiroga       | PDC     | 1895  | Alcalde   |
| Luis Rocha Pardo          | PCCh    | 1847  | Regidor   |
| Gonzalo Pérez Llona       | PN      | 1281  | Regidor   |